# Marcel Kienappel
Marcel Kienappel (* 8. Januar 1982 in Hamburg) ist ein deutscher Go-Spieler. Er wurde 1998 als 2. Dan Deutscher Jugendmeister.
Gelernt hat Marcel das Go-Spielen 1992 im Alter von 10 Jahren von Stefan Budig im CVJM Hamburg. 
In den Jahren 1999 bis 2001 war er als Jugendwart im Hamburger Go-Club ehrenamtlich tätig. Beim europäischen Go-Kongress in Strausberg, Deutschland (2000) fungierte er als Jugendleiter. 